# Kiyoshi Ōkuma
Kiyoshi Ōkuma (大熊 清 Ōkuma Kiyoshi?, nacido el 21 de junio de 1964 en Urawa (actualmente Saitama), Saitama) es un exfutbolista y entrenador japonés que se desempeñaba como defensa.

## Clubes

### Como futbolista
| Club      | País  | Año         |
| --------- | ----- | ----------- |
| Tokyo Gas | Japón | 1987 - 1992 |

### Como entrenador
| Club         | País  | Año         |
| ------------ | ----- | ----------- |
| FC Tokyo     | Japón | 1994 - 2001 |
| FC Tokyo     | Japón | 2010 - 2011 |
| Omiya Ardija | Japón | 2014        |
| Cerezo Osaka | Japón | 2015 - 2016 |